# Laportea pedunculata
Laportea pedunculata är en nässelväxtart som beskrevs av Karl Moritz Schumann och Lauterb.. Laportea pedunculata ingår i släktet Laportea och familjen nässelväxter. Inga underarter finns listade i Catalogue of Life.